# نيكولا كاري
نيكولا كاري (10 سبتمبر 1993 في أستراليا - ) (بالإنجليزية: Nicola Carey)‏ هي لاعبة كريكت أسترالية. لعبت مع New South Wales Breakers ‏.

## وصلات خارجية
- نيكولا كاري على موقع إي آس بي آن كريك إنفو (الإنجليزية)